# یواس‌اس کپلر (دی‌دی-۷۶۵)
یواس‌اس کپلر (دی‌دی-۷۶۵) (به انگلیسی: USS Keppler (DD-765)) یک کشتی بود که طول آن ۳۹۰ فوت ۶ اینچ (۱۱۹٫۰۲ متر) بود. این کشتی در سال ۱۹۴۶ ساخته شد.